# Giuseppe Ricciotti
Giuseppe Ricciotti   (Roma, 27 de febrer de 1890 - Roma, 22 de gener de 1964) fou un prevere, biblista i arqueòleg italià. Fou autor de Vida de Jesucrist (1941), obra reeditada i reimpresa en diverses edicions. Ricciotti és també conegut per la seva Història d'Israel en dos volums (1932-1934) i per les seves nombroses traduccions i comentaris dels texts bíblics.

## Obres
- RICCIOTTI, GIUSEPPE, Historia de Israel. De los orígenes a la cautividad. Traducció de la quarta edició italiana per Xavier Zubiri, Barcelona, Luis Miracle, editor, 1945.
- RICCIOTTI, GIUSEPPE, Vida de Jesucristo EDIBESA; Edició: 2 (2004)